# Dischisma clandestinum
Dischisma clandestinum är en flenörtsväxtart som beskrevs av Ernst Meyer. Dischisma clandestinum ingår i släktet Dischisma och familjen flenörtsväxter. Inga underarter finns listade i Catalogue of Life.